# Ориоло, Джо
Джозеф «Джо» Ориоло (англ. Joseph "Joe" Oriolo; 21 февраля 1913 — 25 декабря 1985) — американский карикатурист, художник-мультипликатор, сценарист, режиссёр и продюсер. Наибольшую известность получил как создатель телевизионного мультсериала о коте Феликсе.

## Биография
Джозеф Ориоло родился в 1913 году в Юнион-Сити, штат Нью-Джерси. Будучи ребёнком, он очень любил рисовать и мечтал стать создателем мультфильмов.
В 1933 году, в возрасте 20 лет, Ориоло поступил на работу к Максу Флейшеру в качестве мальчика на побегушках, но всего за год благодаря таланту рисовальщика и настойчивости получил должность мультипликатора. В конце 1930-х он участвовал в создании множества мультфильмов, и когда в 1938 студия переехала в Майами, отправился вслед за ней. На новом месте он принял участие в создании двух полнометражных мультфильмов, Gulliver’s Travels и Hoppity Goes to Town, а также мультфильма Raggedy Ann & Raggedy Andy.
В 1939 году Ориоло вместе с писателем Сеймуром Рейтом создают Каспера, дружелюбное приведение — героя детской книги. На свет появилось две книги с участием нового персонажа: There’s Good Boos To-Night и A Haunting We Will Go — прежде чем права на Каспера были проданы Famous Studios. В результате Каспер стал одним из самых известных мультипликационных персонажей студии, а затем в 1957 году был продан Альфреду Харви, который через издательство Harvey Comics ещё в 1952 году наладил выпуск комиксов о Каспере.
В 1942 году студия Флейшера была куплена компанией Paramount и вновь открыта в Нью-Йорке под названием Famous Studios. В это время Ориоло познакомился с Отто Мессмером, создателем мультфильмов и комиксов о коте Феликсе, работавшим на студии с 1944 по 1945 год. Вскоре после этого, в 1944 году, Джо Ориоло покинул Famous Studios.
Оставив Famous Studios, Ориоло некоторое время работал над фильмами для армии и промышленности, а также на собственной нью-йоркской студии Joe Oriolo Productions создал несколько реклам для телевидения. Он начал рисовать комиксы, среди которых был Fawcett’s George Pal Puppetoons, и в сотрудничестве с Отто Мессмером выпустил несколько журналов комиксов о коте Феликсе, пока их публикация не была прекращена. В 1954 году Ориоло по поручению King Features Syndicate занялся выпуском ежедневных газетных комиксов о Феликсе и продолжал этим заниматься до 1969.
В 1958 году Ориоло заключил соглашение с Пэтом Салливаном, племянником Уильяма Дж. О’Салливана и тёзкой изначального создателя кота Феликса, владевшим в то время правами персонажа, и создал о коте Феликсе телесериал, ориентированный на детскую аудиторию. Мультфильмы, многие из которых снимали бывшие сотрудники студии Флейшера, стали чрезвычайно популярны среди детей, которых в часы трансляции нельзя было оторвать от телевизионных экранов.
Благодаря успеху сериала Ориоло выпускает в 1963 году мультфильмы The Mighty Hercules и Beetle Bailey. В 1967 выходит Johnny Cypher in Dimension Zero. В 1969 Джо Ориоло совместно с Бертом Хэчтом представляют в США японский мультсериал Ribbon no Kishi, получивший новое название Принцесса-рыцарь и дублированный на английский язык. Однако из-за разногласий между партнёрами сериал в назначенный срок на экранах не появился, а английский оригинал фильма достался Хэчту. Оригинал считался утерянным до 1996 года, пока не был обнаружен в Нидерландах.
В 1971 году Ориоло получил полный контроль над котом Феликсом и продолжал продвигать персонажа вплоть до своей смерти.
Джо Ориоло умер в 1985 году в возрасте 72 лет в университетском медицинском центре города Хакенсак, Нью-Джерси.